# Parinaz Izadyar
Parinaz Izadyar, née le 30 août 1984 à Babol, en Iran, est une actrice iranienne.

## Filmographie partielle
- 2016 : Life and a Day (Abad va yek rooz) de Saeed Roustayi :
- 2017 : Vilaieha de Munir Gheidi
- 2017 : Tabestan-e Dagh d'Ebrahim Irajzad et Majid Moradi
- 2018 : Pig de Mani Haghighi
- 2019 : L'Indien (Sorkhpust) de Nima Javidi
- 2019 : La Loi de Téhéran (Metri Shesh Va Nim) de Saeed Roustayi
- 2020 : Puff Puff Pass de Saman Salur